# 联合国安全理事会第4号决议
《联合国安理会4号决议》是1946年4月29日在联合国安全理事会第39次会议通过的。这个决议是关注西班牙问题的，该决议以10票赞成、1票未投票通过。
决议决定指派一个五国小组（澳大利亚、巴西、中国、法国和波兰）调查当地局势是否会引起国际摩擦，危及国际安全，该小组将于1946年5月就局势向安理会进行汇报。

## 相关决议
- 联合国安理会7号决议